# Vincent Bachet
Vincent Bachet (* 29. April 1978 in Saint-Maurice-le-Girard) ist ein ehemaliger französischer Eishockeyspieler, der von 2002 bis 2014 beim HC Amiens Somme unter Vertrag stand.

## Karriere
Vincent Bachet begann seine Karriere als Eishockeyspieler beim Hockey Club de Reims, für dessen Profimannschaft er in der Saison 1996/97 sein Debüt in der Ligue Magnus, der höchsten französischen Spielklasse, gab. In seinem Rookiejahr erzielte er dabei in 38 Spielen fünf Tore und gab zwei Vorlagen. Die folgende Spielzeit verbrachte der Verteidiger bei den Des Moines Buccaneers in der nordamerikanischen Juniorenliga United States Hockey League, ehe er von 1998 bis 2000 für den Hockey Club de Caen in seiner französischen Heimat auflief. Daraufhin kehrte er nach Reims zurück, wo er in der Saison 2000/01 auf europäischer Ebene am IIHF Continental Cup teilnahm und im folgenden Jahr erstmals Französischer Meister wurde. Trotz des Meistertitels musste der Verein am Ende der Saison 2001/02 den Spielbetrieb aus finanziellen Gründen einstellen und Bachet wechselte zum HC Amiens Somme, mit dem er 2004 erneut Meister wurde. In Amiens war er zudem aufgrund seiner langjährigen internationalen Erfahrung zunächst von 2005 bis 2007 Assistenzkapitän und seither Mannschaftskapitän. Am 26. Februar 2014 wurde das offizielle Karriereende Bachets bekanntgegeben.

### International
Für Frankreich nahm Bachet im Juniorenbereich an der U18-Junioren-B-Europameisterschaft 1996 sowie den U20-Junioren-B-Weltmeisterschaften 1996, 1997 und 1998 teil. Im Seniorenbereich trat er für Frankreich bei den B-Weltmeisterschaften 2001, 2002, 2003, 2005, 2006 und 2007 sowie den A-Weltmeisterschaften 2000, 2004, 2008, 2009, 2010 und 2011 an. Des Weiteren stand er im Aufgebot seines Landes bei den Olympischen Winterspielen 2002 in Salt Lake City sowie beim Qualifikationsturnier für diese und bei der Qualifikation zu den Olympischen Winterspielen 2006 in Turin. Bei Weltmeisterschaften war Bachet mehrfach Assistenzkapitän Frankreichs. Insgesamt spielte er von 1999 bis 2013 im A-Kader seines Heimatlandes.

## Erfolge und Auszeichnungen
- 2002 Französischer Meister mit dem Hockey Club de Reims
- 2004 Französischer Meister mit dem HC Amiens Somme
- 2005 Ligue Magnus All-Star Team
- 2006 Ligue Magnus All-Star Team
- 2007 Ligue Magnus All-Star Team
- 2008 Ligue Magnus All-Star Team
- 2009 Ligue Magnus All-Star Team
- 2010 Ligue Magnus All-Star Team

### International
- 2003 Aufstieg in die Top Division bei der Weltmeisterschaft der Division I
- 2007 Aufstieg in die Top Division bei der Weltmeisterschaft der Division I
- 2007 Bester Verteidiger der Weltmeisterschaft der Division I, Gruppe A